# Trouble, Trouble
Trouble, Trouble — студійний альбом американського блюзового музиканта Чемпіона Джека Дюпрі, випущений у 1962 році лейблом Storyville. Став 15-м випуском в серії «Storyville Blues Anthology».

## Опис
На цьому альбомі 1962 року блюзовий піаніст і співак Чемпіон Джек Дюпрі грає з гітаристом Крісом Ланге зі Швейцарії, який акомпанує на акустичній, електричній та слайд-гітарах. Записаний під час двох сесій 3 і 4 жовтня 1961 року в Копенгагені, Данія і вийшов у 1962 році на лейблі Storyville. Цей альбом став 15-м випуском в серії «Storyville Blues Anthology» і складається з 10 пісень, які були написані Дюпрі.

## Список композицій
1. «You Can Make It If You Try» (Чемпіон Джек Дюпрі) — 3:06
2. «Cryin' Woman Blues» (Чемпіон Джек Дюпрі) — 4:10
3. «Schoolday Blues» (Чемпіон Джек Дюпрі) — 4:26
4. «Free and Equal» (Чемпіон Джек Дюпрі) — 5:11
5. «Carolina Sunrise» (Чемпіон Джек Дюпрі) — 4:07
6. «My Heart Beats for You» (Чемпіон Джек Дюпрі) — 4:03
7. «When a Young Girl Is Eighteen» (Чемпіон Джек Дюпрі) — 3:48
8. «Broken Hearted Blues» (Чемпіон Джек Дюпрі) — 4:02
9. «Trouble, Trouble» (Чемпіон Джек Дюпрі) — 3:32
10. «I Ain't Gonna Be Your Low Down Dog» (Чемпіон Джек Дюпрі) — 2:31

## Учасники запису
- Чемпіон Джек Дюпрі — фортепіано, вокал
- Кріс Ланге — гітара